# Coenoptychus tropicalis
Coenoptychus tropicalis is een spinnensoort uit de familie van de loopspinnen (Corinnidae).
De wetenschappelijke naam van de soort werd in 2004 als Graptartia tropicalis gepubliceerd door Charles Richard Haddad.